# Stagl-Mannsbarth
Das Stagl-Mannsbarth war ein privates halbstarres Prallluftschiff mit vier abgeschotteten Traggaskammern  und je einem Ballonett. Seine Erstfahrt fand am 9. März 1911 in Fischamend statt. Das seinerzeit größte Prallluftschiff der Welt stammte von Ingenieur Hans Otto Stagl und Oberleutnant Franz Mannsbarth. Das Stagl-Mannsbarth war in der seinetwegen erbauten Stagl-Mannsbarth-Luftschiffhalle in der Militär-Aëronautischen Anstalt Fischamend beheimatet. Es bot dreißig Passagieren und Besatzungsmitgliedern Platz.

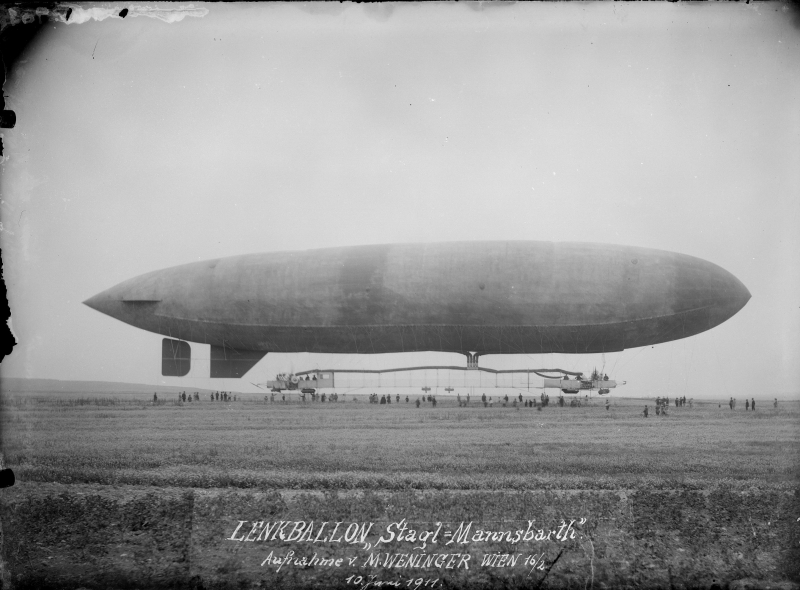
Lenkballon Stagl-Mannsbarth

## Technische Daten
| Kenngröße                  | Daten |
| -------------------------- | --- |
| Hersteller                 | Österreichische Motor-Luftfahrzeuggesellschaft |
| Ballonhülle                | Österreichisch-Amerikanische Gummiwarenfabrik |
| Motor und Motorengondel    | Daimlerwerke Wiener Neustadt |
| Hanf-Takelung und Seilwerk | Pelzl und Sohn |
| Drahtseil-Takelung         | Felten & Guilleaume |
| Verteilerkästen, Ventile   | Malowich & Compagnon |
| Holzschrauben              | Chauviere & Dzewicky Paris |
| Instrumente                | Kleemann |
| Länge                      | 91 m |
| Durchmesser                | 12,7 m |
| Traggasinhalt              | 8100 m³ |
| Maximalgeschwindigkeit     | 60 km/h |
| Reisegeschwindigkeit       | 60 km/h |
| Gipfelhöhe                 | 2700 m |
| Reichweite                 | 450 km |
| Motorisierung              | 2 mit einem 34 m langen Laufsteg verbundene Austro-Daimler zu 150 PS (110 kW), vier Zweiblattluftschrauben mit ø 4 m, zwei verstellbare Luftschrauben mit ø 2,2 m |

## Luftschiffer-Hilfstruppe
Da das Stagl-Mannsbarth im Gegensatz zu den anderen in Fischamend stationierten Luftschiffen kein militärisches war, musste zum Ausbringen aus der Halle auf das Flugfeld und zum Einbringen eine private Hilfstruppe aufgestellt werden. Diese wurde bei der Gründungsveranstaltung im Fischamender Gasthaus „Zum Weißen Schwan“ bei Franz Merzendorfer am 8. März 1911 als Verein konstituiert. Da die Luftschifffahrt im Ort bereits großes Interesse ausgelöst hatte, war die Gründungsversammlung sehr gut besucht. Unter Obmann Otto Schütz, Sohn des Bürgermeisters August Schütz, wurde ein eigenes Hornsignal festgelegt. Es musste sich von der Alarmierung der Feuerwehr deutlich unterscheiden und sollte die bis zu fünfzig benötigten Helfer über Ausfahrten und Landungen des Luftschiffes in Kenntnis setzen.

## Passagierfahrten
Für die in Wiener Neustadt stattfindende „Österreichische Flugwoche 1911“ wurde ein Zubringerverkehr mit dem Stagl-Mannsbarth geplant. Diese Weltneuheit stellte den ersten regel- und planmäßigen Passagierverkehr mit Luftschiffen dar. Ursprünglich ab dem Wiener Zentralfriedhof geplant, wurde Fischamend als Ausgangspunkt ausersehen, da hier die benötigten Einrichtungen bereits vorhanden waren.

## Familie Stagl
Vorfinanziert wurde der Bau des Luftschiffes von Hermine Stagl, Mutter des Ingenieurs Hans Otto Stagl. Sie war Realitätenbesitzerin in Wien und Besitzerin eines Ballonbauunternehmens. Zudem ebnete sie den Weg zum Bau der notwendigen, eigenen Luftschiffhalle samt Genehmigungen in Fischamend. Hier erwartete sie rasante Weiterentwicklungen des Militärs. 
Als Geschäftsmodell betrachtete sie den gewinnbringenden Verkauf von Luftschiff und Luftschiffhalle an das Militär.
Das k.u.k. Kriegsministerium entschied sich ab 1911, Budgetgelder der Entwicklung von Flugzeugen zuzuwenden. Der nicht stattfindende Verkauf ließ die Familie in den Privatkonkurs schlittern.

## Niedergang
Obwohl das Stagl-Mannsbarth das technisch ausgereifteste Luftschiffsystem der Donaumonarchie darstellte, blieben Rettungsversuche erfolglos. Auch ein Verkauf an die neu gegründete „Erste Österreichische Luftverkehrs m.b.H.“ konnte nicht abgewickelt werden. Die kostspielige Ballonhülle wurde zerschnitten und als Wagenplache verkauft. Die technisch hochentwickelte Gondel samt Motoren wurde von einer amerikanischen Gesellschaft gekauft.

## Trivia
Bei der Erstausfahrt musste das Stagl-Mannsbarth bei stürmischem Wetter notlanden. Mithilfe der Ortsbevölkerung, Mannschaften der Aeronautischen Anstalt und einer ausgerückten k.u.k. Kompanie aus Wien wurde das Luftschiff über viele Stunden von Himberg nach Fischamend gezogen.
Am 20. Oktober 1911 absolvierte das Luftschiff eine aufsehenerregende Fahrt zu den Hochzeitsfeierlichkeiten des späteren Kaiserpaares Erzherzog Karl Franz Joseph und Prinzessin Zita von Bourbon-Parma nach Schwarzau am Steinfeld. In den Hof des Schlosses warf man einen riesigen Rosenstrauß und senkte den Bug zum Zeichen der Huldigung dreimal ab.